# Taiwan Pride
Taiwan Pride (kinesiska med traditionella tecken 臺灣同志遊行, Táiwān Tóngzhì Yóuxíng) är en pridefestival som ordnas årligen i de största orterna i Taiwan, som Taipei, Kaohsiung (den så kallade sydtaiwanesiska pridefestivalen) och Taichung.

## Taipei Pride
Den första officiella prideparaden anordnades i Taiwans huvudstad Taipei år 2003. Då deltog cirka 1000 personer i paraden och evenemanget fick finansiellt stöd från staden.
I den sjätte paraden, år 2009, fanns det rekordmånga deltagare: 25 000. Ett av det årets centrala teman var att kräva staten att erkänna samkönat partnerskap.. Nästa år var det återigen rekordmånga deltagare: 30 000 vilket gjorde det till Asiens största pridefestival.
År 2019 deltog 100 000 människor vilket gjorde det till den största prideparaden någonsin i Taiwan. Taiwan var ett av de få länder där prideparaden anordnades trots coronapandemin år 2020. Dess slogan var "Taiwan Pride Parade for the World" till minnet av alla de prideparader som blev inställda. Antal deltagare var cirka 1000.

## Kaohsiung Pride
Kaohsiung höll sin första prideparad år 2010.
År 2020 deltog 60 000 deltagare i stadens prideparad.

## Taichung Pride
Taichungs första prideparad hölls år 2011. År 2016 blev den Östasiens andra största prideparad med 20 000 deltagare..
År 2020 var Taichung Prides tema diskrimineringen av människor med HIV.

## Galleri

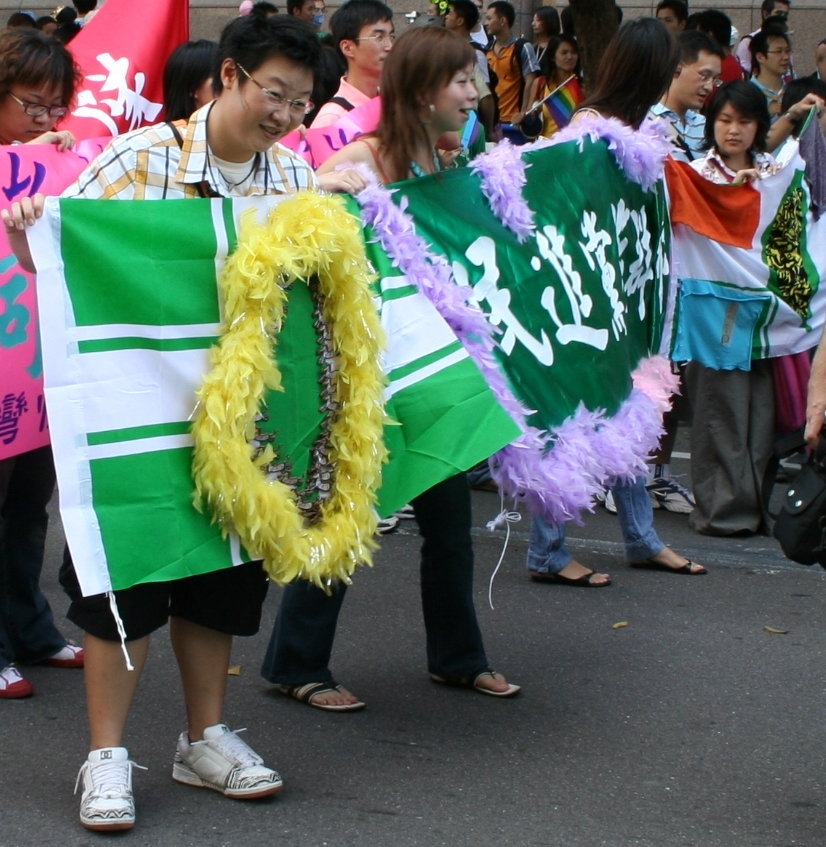
DPP, då i regeringen, deltog i Taiwan Pride år 2005.
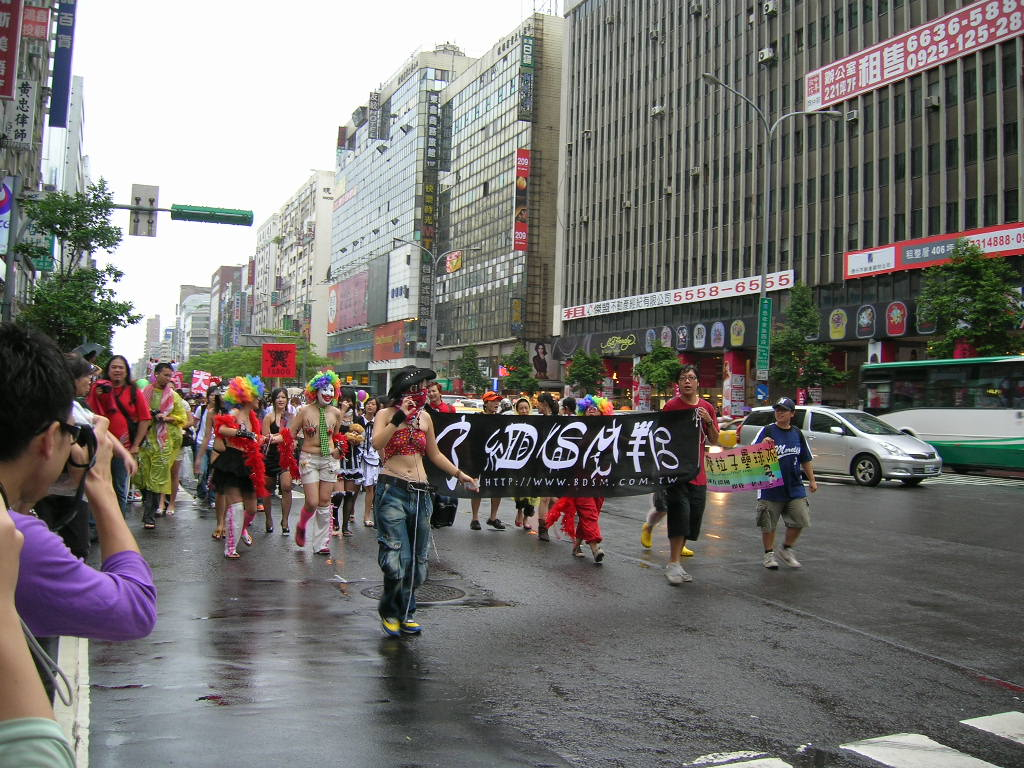
Prideparaden i Taipei år 2008.
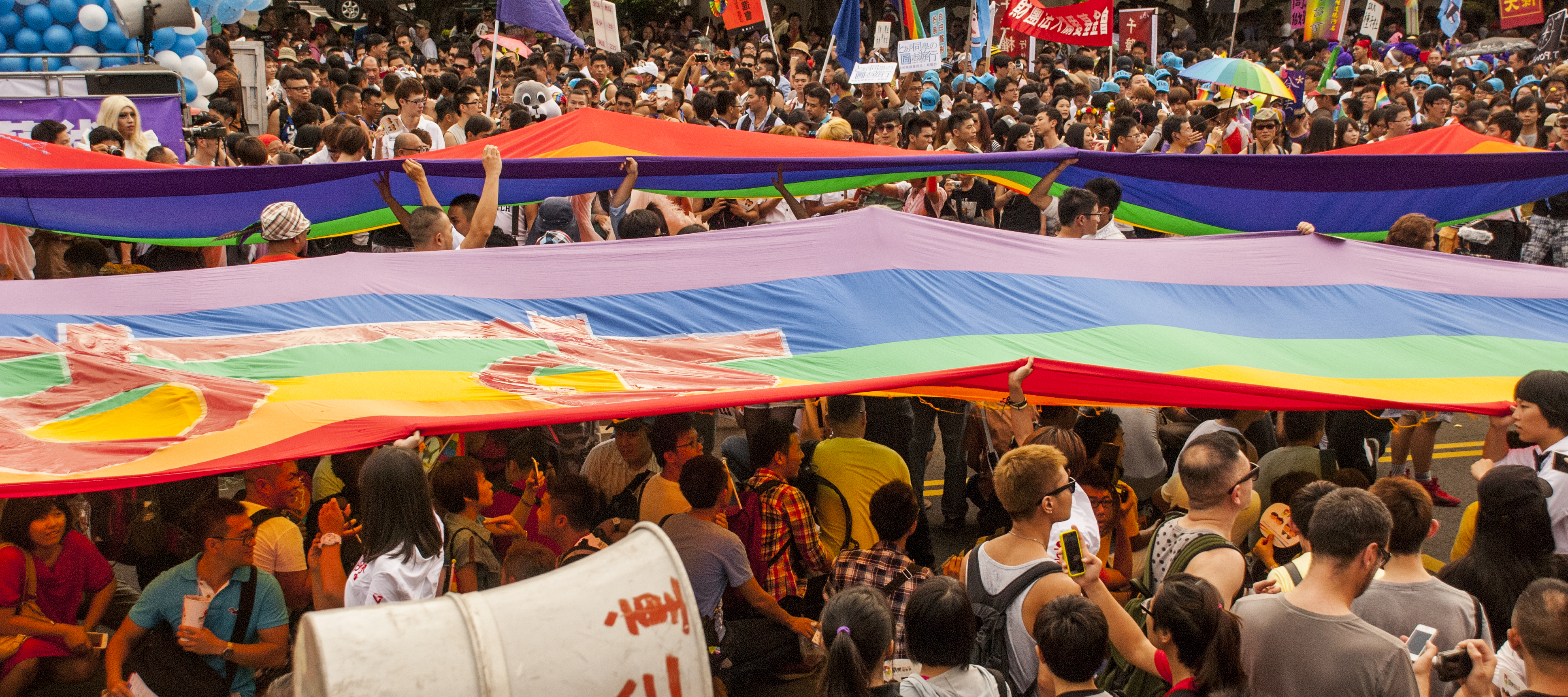
Paraden i Taipei år 2012.
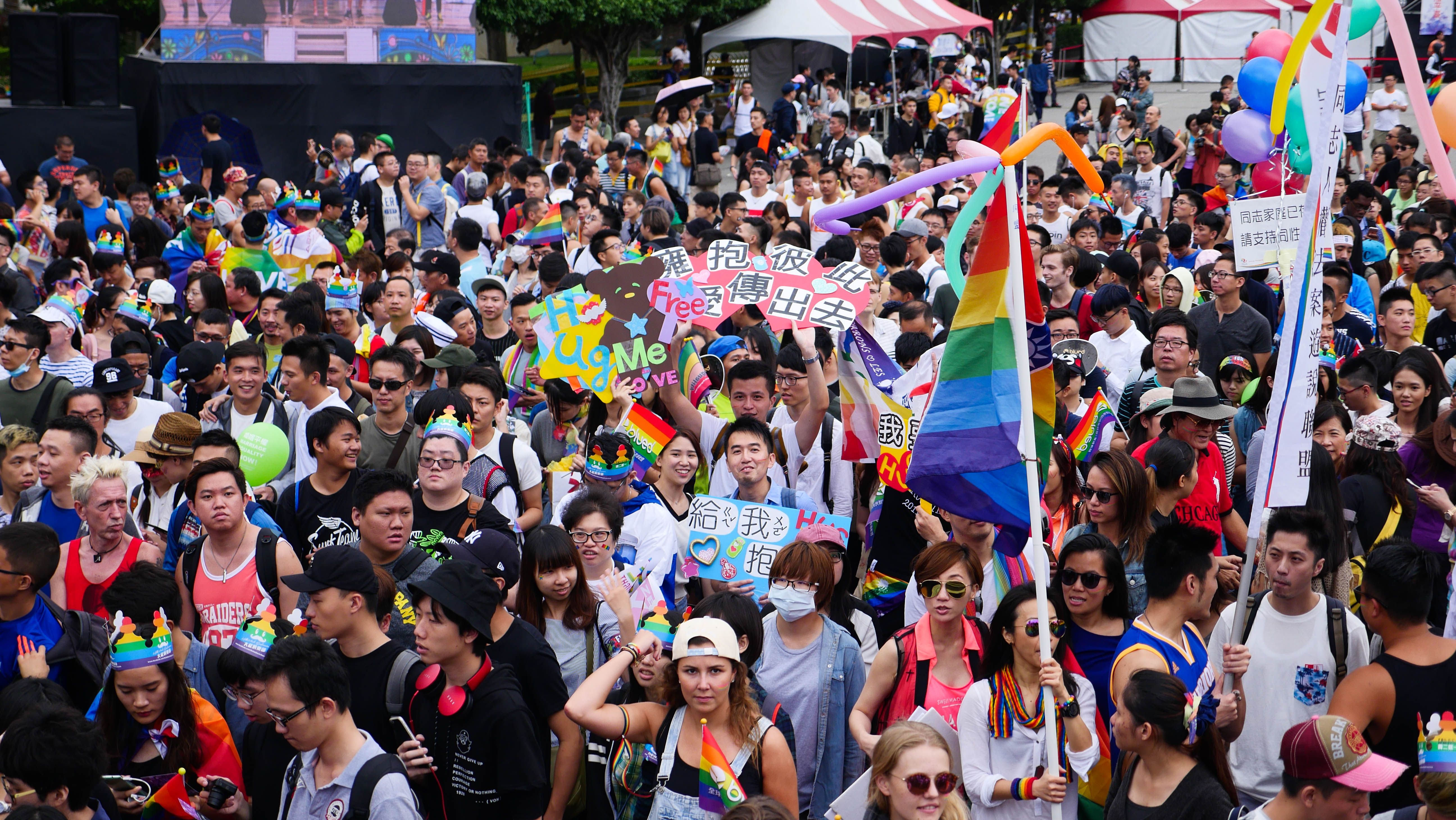
Paraden 2016.
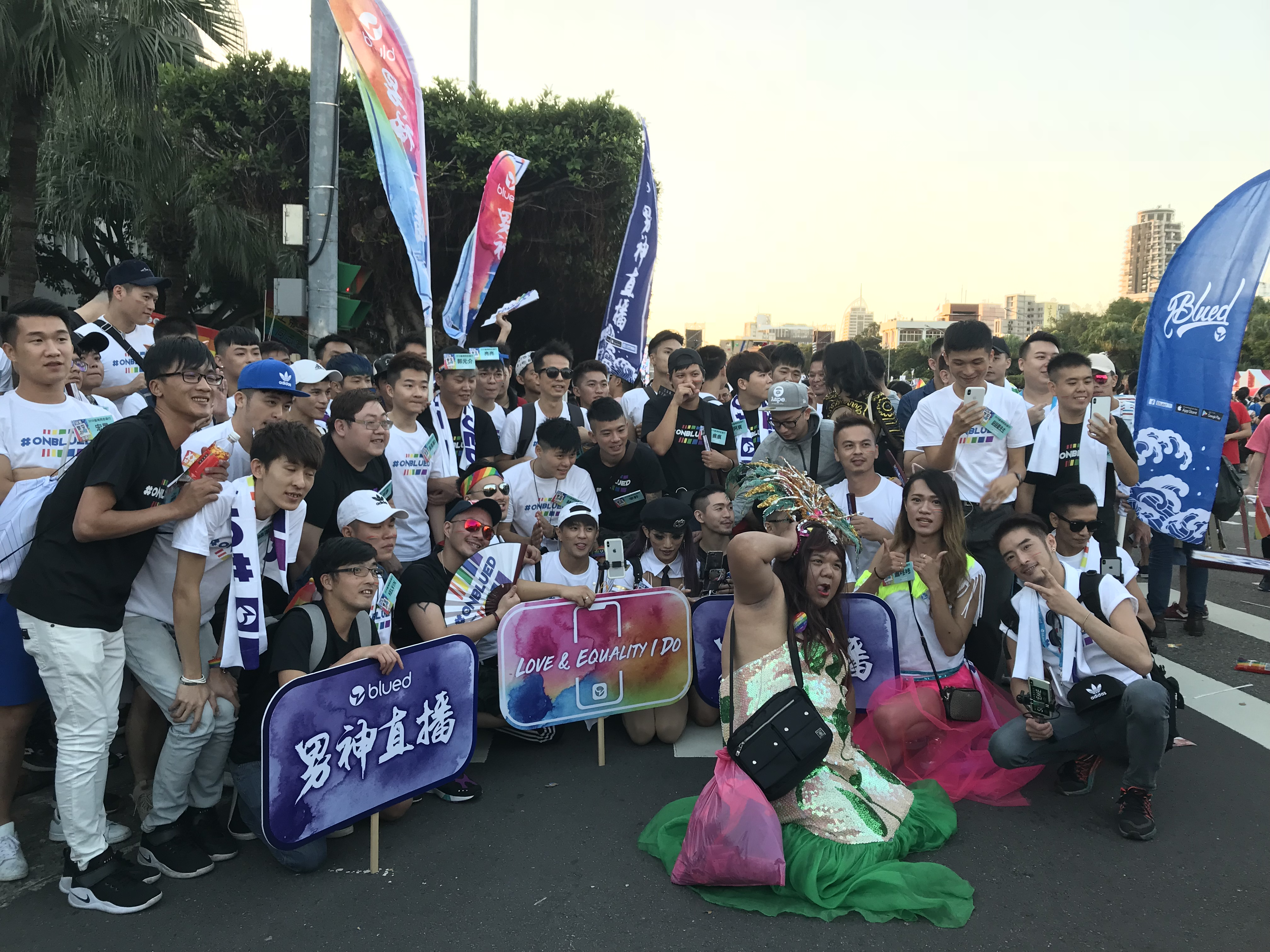
Paraden 2018.
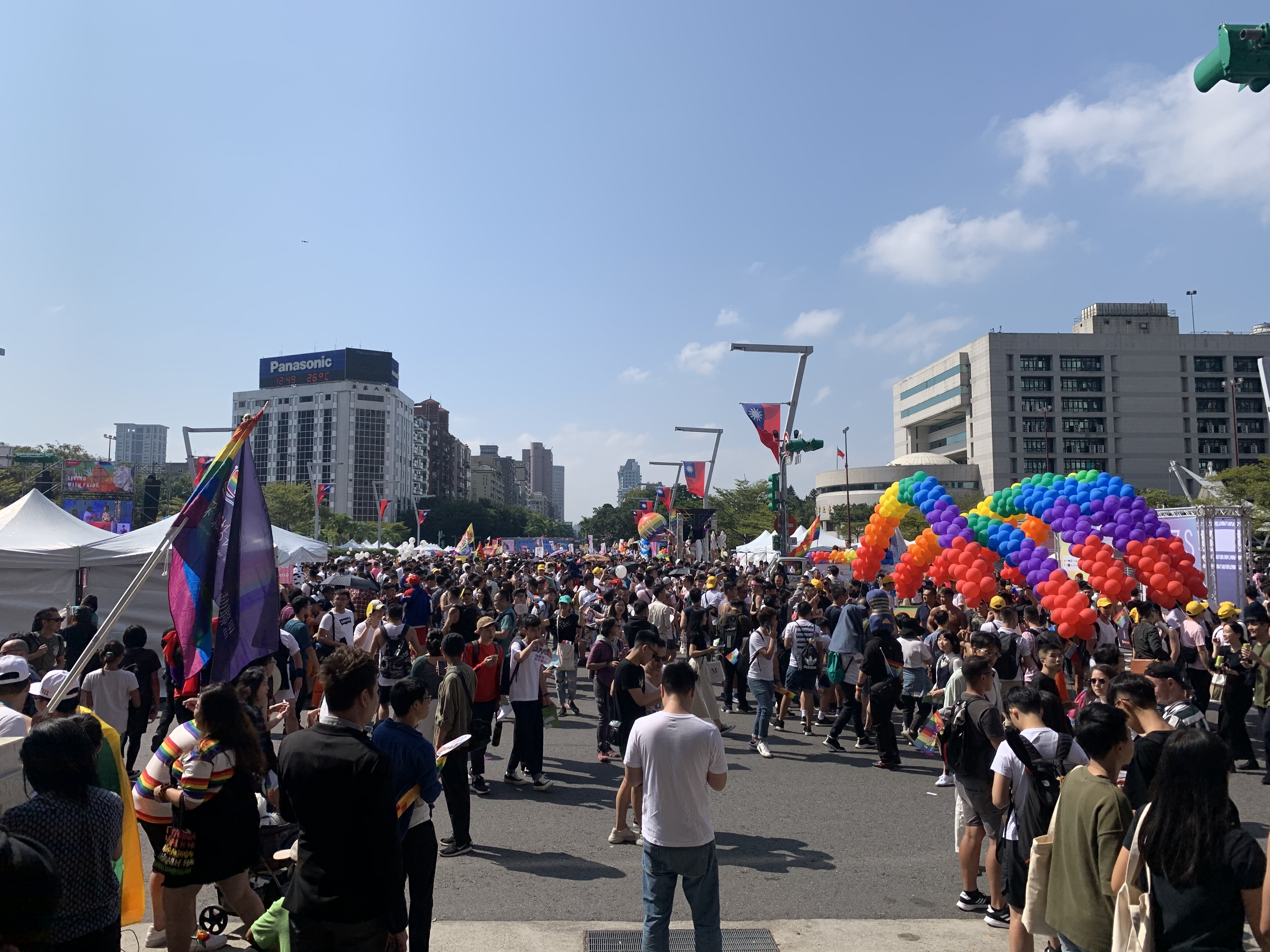
Paraden 2019, den första pridefestivalen efter att samkönat äktenskap blev lagligt.
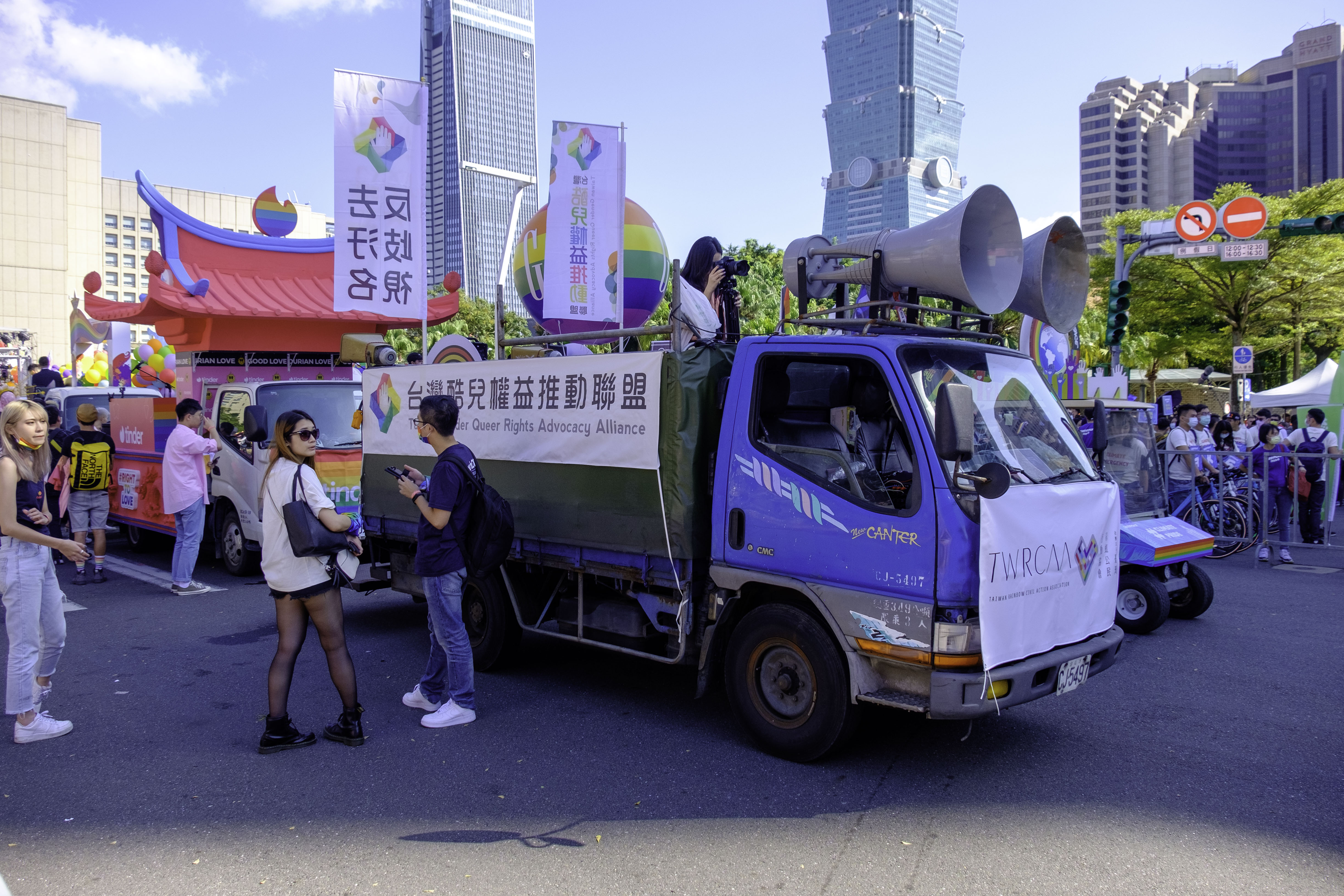
Paraden 2020.